# 알바테러
알바테러은 일본의 사회 현상이다. 편의점이나 요식업체 등에서 일하는 아르바이트 직원이 상식을 벗어나는 돌발 행동을 하고 이를 트위터, 페이스북 등의 SNS나 유튜브 등에 인증하며 자랑하는 일을 가리킨다. 2013년 전후로 일본에서 퍼지기 시작한 유행어. 일본어로는 바이트 테러(バイトテロ)라고 한다.  알바테러라는 단어의 유래는 2013년 당시 소위 바카타가 사회문제로 대두되던 무렵 한 인터넷 뉴스 사이트에서 알바생이 저지른 테러 행위(バイトによるテロ行為)를 줄여서 알바테러라고 표현한 것이 시초가 되었다. 알바테러가 발생한 프랜차이즈 기업 체인점이나 개인이 경영하는 점포는 당연히 사회적, 경제적으로 막대한 피해를 입게 되고, 최악의 경우에는 계약 해지(프랜차이즈의 경우) 등에 따른 막대한 손해배상 청구가 발생하는 등 여파가 그야말로 장난이 아니다.  또한 알바테러를 저지른 본인들도 단순한 과시욕과 인정 욕구 때문에 큰 댓가를 치르게 된다.

## 역사
2013년 여름 유칸뉴스를 위주로 보도된 것을 계기로 주목을 받았다.,

## 원인
알바테러가 계속 증가하는 원인에 대해서는 여러 가지 방향의 분석이 나오고 있다. 그 중 큰 원인으로 꼽히는 것을 몇 가지 들면 다음과 같다.
- 점차 심해지는 일본의 노동력 부족 현상
- 개인의 비뚤어진 인정 욕구와 과시욕
- 서비스업 특유의 감정노동 부작용 폭발

### 내용주
1. ↑  バカッター. 바보(バカ)와 트위터(ツイッター)의 합성어

### 참조주
1. ↑  “バイトテロ 記事の見出しに、ネット流行語大賞の予測も - 夕刊アメーバニュース” (일본어). yukan-news.ameba.jp. 2013년 10월 16일에 원본 문서에서 보존된 문서. 2014년 6월 1일에 확인함.